# Nuoto ai Giochi della III Olimpiade - 440 iarde rana
Le 440 iarde rana erano una delle nove gare del programma di nuoto dei Giochi della III Olimpiade di Saint Louis, presso Forest Park. Si svolse il 7 settembre 1904. Vi parteciparono quattro nuotatori, provenienti da due nazioni.
Fu la prima volta che si tenne una competizione riguardante lo stile rana alle Olimpiadi. Il programma 
di nuoto alle Olimpiadi estive del 1912 di Stoccolma prevedeva i 400 metri rana, ma le gare di 200 metri e di 100 metri diventarono le più comuni.

## Risultati
Si disputò direttamente la finale. In origine solo i tre tedeschi dovevano competere nelle 440 iarde rana, evento raro, contestato negli Stati Uniti. Jamison "Jam" Handy, all'ultimo secondo, vi entrò, intravedendo la possibilità di vincere una medaglia olimpica; infatti sconfisse Georg Hoffmann e vinse una medaglia di bronzo. George Zacharias vinse facilmente sul suo concittadino, Walter Brack, di circa cinque metri, vincendo la medaglia d'oro.
La medaglia di "Jam" Handy gli portò, in seguito, molta fama in quanto, nato nel 1886, visse fino al 1983, fu l'ultimo medagliato in vita dei Giochi Olimpici del 1904.

### Finale
| Posizione | Atleta          | Paese       | Tempo  |
| --------- | --------------- | ----------- | ------ |
|           | Georg Zacharias | Germania    | 7'23"6 |
|           | Walter Brack    | Germania    | ---    |
|           | Jam Handy       | Stati Uniti | ---    |
| 4         | Georg Hoffmann  | Germania    | ---    |